# North State Parkway
North State Parkway est une rue de la ville de Chicago aux États-Unis.

## Situation et accès
Cette rue traverse le quartier historique et particulièrement huppé de Gold Coast, situé au nord du centre-ville. Elle est parallèle à la voie rapide Lake Shore Drive.

## Bâtiments remarquables et lieux de mémoires

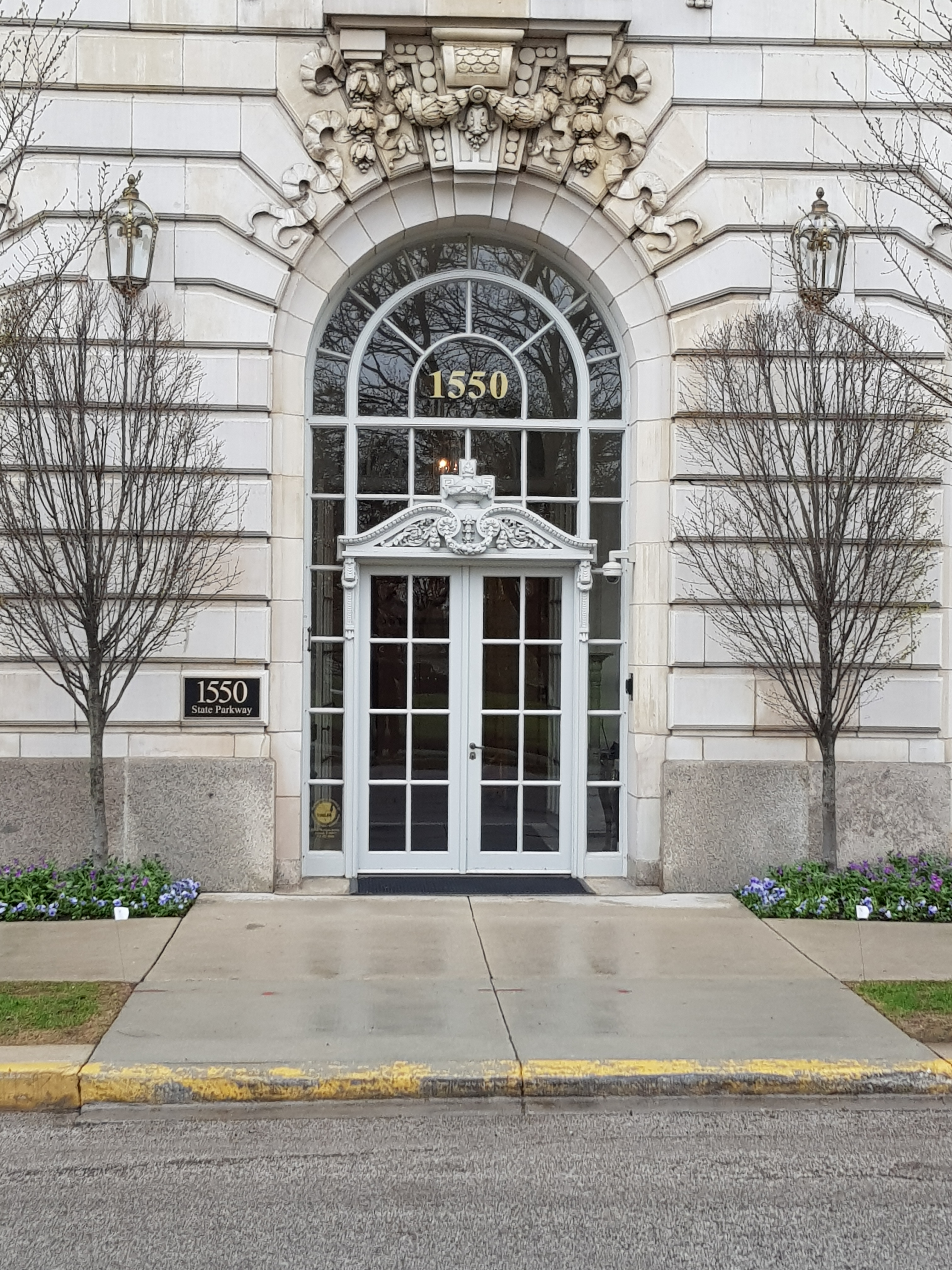
Entrée du no 1550.

- No 1340 : dans les années 1960-1970, cette belle demeure est la propriété de Hugh Hefner, fondateur du magazine de charme Playboy, raison pour laquelle elle est aussi connue sous le nom de Playboy Mansion[1].
- No 1550 : immeuble de 1912 conçu par l’architecte Benjamin Marshall donnant sur Lincoln Park ; à l’époque de sa construction, chaque appartement occupe un étage entier[2] et compte 15 pièces[3]. Les chambres sont situées face au lac[4].